# Hornungia procumbens
Hutchinsia procumbens
Espèce
Hornungia procumbens est une espèce de plantes herbacées de la famille des Brassicaceae, originaire de la zone tempérée de l'hémisphère nord. Parmi les noms vernaculaires, on trouve la Capselle couchée, l'Hutchinsie couchée ou l'Hutchinsie prostrée (ces derniers en références à la botaniste irlandaise Ellen Hutchins). 

## Description
C'est une plante herbacée annuelle à fleurs blanches. Le port de croissance varie de procumbent (rampant le long du sol) à debout. À la verticale, elle peut atteindre jusqu'à 30 centimètres de hauteur. 

## Taxinomie
Le placement générique de cette espèce est depuis longtemps contesté. Lors de sa première publication par Carl Linnaeus dans son 1753 Species plantarum, il est placé dans le genre Lepidium sous le nom de Lepidium procumbens. En 1815, Nicaise Auguste Desvaux le transfère en Hutchinsia. En 1832, Elias Magnus Fries le déplace à Capsella. Il est transféré dans Hymenolobus par Hans Schinz et Albert Thellung en 1921, et quatre ans plus tard placé dans le genre Hornungia par August von Hayek. Un certain nombre de noms résultants sont toujours conservés. La plupart des herbiers ont adopté Hornungia procumbens, mais beaucoup utilisent Hymenolobus procumbens et quelques-uns conservent Hutchinsia procumbens. 

### Synonymes
Cette espèce a pour synonymes :
- Bursa procumbens (L.) Kuntze[3]
- Capsella australasica F.Muell. ex Hannaford[3]
- Capsella berengeriana auct.[3]
- Capsella elliptica C.A.Mey.[3]
- Capsella pauciflora W.D.J. Koch[3]
- Crucifera procumbens E.H.L.Krause[3]
- Draba pumila St.-Lag.[3]
- Draba tenuis Barnéoud[3]
- Hinterhubera berengariana Rchb. ex Nyman[3]
- Hornungia procumbens (L.) Hayek[4]
- Hornungia procumbens[5]
- Hutchinsia diffusa Jord.[3]
- Hutchinsia loretii Jord. ex Nyman[3]
- Hutchinsia maritima Jord.[3]
- Hutchinsia pauciflora Bertol.[3]
- Hutchinsia procumbens (L.) Desv.[4]
- Hutchinsia reticulata Griseb.[3]
- Hutchinsia sinensis Desv.[3]
- Hutchinsia tenuis (Barnéoud) O.E. Schulz[3]
- Hutchinsiella perpusilla (Hemsl.) O.E. Schulz[3]
- Hymenolobus divaricatus Nutt.[3]
- Hymenolobus erectus Nutt.[3]
- Hymenolobus pauciflorus A.W. Hill[3]
- Hymenolobus procumbens (L.) Nutt. ex Schinz & Thellung (préféré par BioLib)[4]
- Hymenolobus procumbens Hornungia procumbens (L.) Hayek (préféré par NCBI)[5]
- Lepidium procumbens L.[3]
- Microcardamum tenue (Barnéoud) O.E. Schulz[3]
- Microlepidium fenestratum F.Muell. ex Rupr.[3]
- Nasturtium sinense DC.[3]
- Noccaea procumbens (L.) Rchb.[3]
- Stenopetalum incisifolium Hook. f.[3]
- Thlaspi procumbens (L.) Lapeyr.[3]

## Distribution et habitat
Il est originaire de la zone tempérée de l'hémisphère nord. 

## Liste des sous-espèces
Selon The Plant List (6 août 2020) :
- sous-espèce Hornungia procumbens subsp. revelierei (Jord.) Giardina & Raimondo